# Héribert d'Auxerre
Héribert († à Toucy le 23 août 996 ou après) fut le 45e évêque d'Auxerre de 971 à sa mort. 

## Biographie
Il est le fils illégitime de Hugues le Grand duc de Bourgogne et de sa concubine Raingarde. Par son père il est donc le demi-frère du roi Hugues Capet et des ducs de Bourgogne Otton et Eudes-Henri.
Héribert devient évêque d'Auxerre le 8 janvier 971. 
Il est noté pour ses libéralités seigneuriales envers la noblesse, si grandes qu'Eudes comte de Chartres et Héribert comte de Troyes entrent dans sa suite pour profiter de sa prodigalité. Ces grosses dépenses expliquent qu'il n'ait pas accru l'ornementation de sa cathédrale ; du moins les historiens se réjouissent-ils de ce qu'il ne l'a pas non plus appauvrie en la dépouillant de ses meubles qu'elle possédait nombreux à cette époque.
Il aime la chasse et pour mieux s'y adonner il fait édifier les châteaux de Saint-Fargeau et de Toucy ; il espère aussi que ces places fortifiées défendront leur voisinage, mais elles serviront plutôt de siège pour des révoltes contre les évêques et des pillages contre leurs biens et ceux des environs.
Son demi-frère Eudes-Henri, duc de Bourgogne, aime voir l'ordre régner dans les établissements religieux. C'est lui, sous l'épiscopat de Héribert, qui demande à saint Mayeul, abbé de Cluny et ami personnel de leur demi-frère et frère Hugues Capet, de restaurer la discipline et le respect de la règle à l'abbaye Saint-Germain d'Auxerre. Mayeul vient en personne pour ce faire et, une fois ceci accompli, y installe Heldric comme abbé pour lui succéder. Héribert et son frère Henri seront particulièrement attentifs et généreux envers les besoins de l'abbaye et de son abbé Heldric, qui reçoit de Héribert une donation de onze églises de son diocèse,. Sur la requête de Gersende (Garlindis) de Gascogne, deuxième femme de Eudes-Henri de Bourgogne depuis 992, ce dernier envoie le même Heldric réformer le monastère de Saint-Léger de Champeaux.
En 977 il organise à Auxerre l'intronisation du nouvel archevêque de Sens Sevin, auquel son oncle Raigenard a fermé les portes de Sens. Le 5 octobre 983, Héribert est en retour invité avec Milon évêque de Troyes et Roclen évêque de Nevers à assister à la bénédiction de la nouvelle église de Sens.

En 987 il assiste à Nevers à la clôture d'un acte par l'évêque Roclen, en compagnie de Gerberge première femme de Eudes-Henri de Bourgogne, de Othon-Guillaume (fils de Gerberge (en) et de son premier époux Adalberto roi d'Italie), et de Landri seigneur bourguignon. 

Il assiste également au concile d'Orléans, et en 992 à celui de Saint-Basle de Verzy, près de Reims, lors duquel l’archevêque de Reims Arnoul est déposé.
Il tombe malade au château de Toucy. Refusant de se faire ramener à Auxerre suivant la coutume, il y meurt le 23 aout 995. Sa dépouille est inhumée à Notre-Dame-de-la-Cité d'Auxerre ; lorsque cette église est reconstruite quelque deux siècles plus tard, la tombe est conservée « dans un endroit honorable », dit Lebeuf, probablement près de l'autel. Après la destruction de Notre-Dame-de-la-Cité lors de l'agrandissement de Saint-Étienne côté nord, la tombe de Héribert se trouverait approximativement sous les marches du portail nord de Saint-Étienne.